# Juan de Dios Caballero Reyes
Juan de Dios Caballero Reyes (* 23. Juni 1931 in Canatlán) ist emeritierter Weihbischof in Durango.

## Leben
Juan de Dios Caballero Reyes empfing am 31. Oktober 1954 die Priesterweihe für das Erzbistum Durango.
Papst Paul VI. ernannte ihn am 11. Juli 1978 zum Bischof von Huejutla. Der Erzbischof von Durango, Antonio López Aviña, spendete ihm am 21. September desselben Jahres die Bischofsweihe; Mitkonsekratoren waren Miguel García Franco, Bischof von Mazatlán, und Pedro Aranda Díaz-Muñoz, Bischof von Tulancingo.
Papst Johannes Paul II. ernannte ihn am 18. November 1993 zum Weihbischof in Durango. Am 21. Juli 2008 nahm Papst Benedikt XVI. sein aus Altersgründen vorgebrachtes Rücktrittsgesuch an.